# 이승학 (야구인)
이승학(李承學, 1979년 6월 2일 ~ )은 전 KBO 리그 두산 베어스의 투수이다.

## 경력
1998년 연고 팀 롯데 자이언츠의 고졸 우선 지명을 받았으나 단국대학교 재학 중 2001년에 메이저 리그 팀 필라델피아 필리스와 입단 계약을 맺었다. 미국 무대에서는 싱글A, 더블A, 트리플A를 오갔지만 메이저 리그에는 오르지 못했다. 2006년까지 미국에서 활동한 후, 2007년 4월 해외파 특별 지명에서 두산 베어스의 지명을 받아 입단하였다. 2007년 6월 9일 삼성전에서 구원 등판하여, 9회 초 양준혁을 상대로 양준혁의 통산 2000번째 안타를 맞는 주인공이 되었다. 고질적인 허리 질환을 앓고 있어서 병역이 면제 되었으며 국내 U턴 이후 중간계투진에서 준수한 성적을 보여 주었으나, 결국 허리가 발목을 잡으면서 2009년에는 허리 수술까지 했지만 단 1경기에 나서지 못한 채 두산 베어스에서 방출당했다.
이후 상무에서 투수코치를 맡았으며, 2015 시즌 후 KT 위즈의 잔류군 투수코치로 자리를 옮겼다.

## 출신학교
- 하단초등학교
- 경남중학교
- 부산공업고등학교 (72회)[3]
- 단국대학교

## 통산 기록
KBO 기록(2군 제외)
| 연도 | 팀명  | 평균자책점 | 경기 | 완투 | 완봉 | 승 | 패 | 세 | 홀 | 승률  | 타자 | 이닝   | 피안타 | 피홈런 | 볼넷 | 사구 | 탈삼진 | 실점 | 자책점 |
| ---- | ----- | ---------- | ---- | ---- | ---- | -- | -- | -- | -- | ----- | ---- | ------ | ------ | ------ | ---- | ---- | ------ | ---- | ------ |
| 2007 | 두산  | 2.17       | 33   | 0    | 0    | 7  | 1  | 0  | 3  | 0.875 | 255  | 62 1/3 | 53     | 3      | 18   | 4    | 38     | 15   | 15     |
| 2008 | 두산  | 4.98       | 16   | 0    | 0    | 6  | 5  | 0  | 1  | 0.545 | 269  | 59 2/3 | 75     | 6      | 18   | 3    | 25     | 34   | 33     |
| 통산 | 2시즌 | 3.54       | 49   | 0    | 0    | 13 | 6  | 0  | 4  | 0.684 | 524  | 122    | 128    | 9      | 36   | 7    | 63     | 49   | 48     |

## 참조
1. ↑  '허리 수술' 이승학, 몸 만들기 돌입…치료 병행[깨진 링크(과거 내용 찾기)] - OSEN
2. ↑  이승학, 두산에서 방출 - 스포츠칸
3. ↑  부산공업고등학교 홈페이지- 부산공업고등학교 야구부 소개[깨진 링크(과거 내용 찾기)]